# アナクトリオン
アナクトリオン（古希: Ἀνακτόριον, Anaktorion, 羅: Anactorium）は、古代ギリシアのアカルナニア地方の都市である。アナクトリオンはアンブラキア湾南岸の半島にあり、その遺跡は現在のネア・カマリナ（Νέα Καμαρίνα）の南西、ヴォニツァから西に約4キロのところに位置している。

## 歴史
イオニア海からアンブラキア湾に入ったとき、アナクトリオンは湾の入口にあるアクティウム（アクティオン）の次に見える都市だった。アナクトリオンとアクティウムはおよそ40スタディオン（約8キロ）離れている。
古代の情報源によると、アナクトリオンはケルキュラと同じくコリントスの植民都市であり、コリントスの僭主キュプセロスの治世の、前657年から626年頃に建設された。ダマスコスのニコラオスはレウカスとアナクトリオンの創建者をキュプセロスの非嫡出児ピュラデス（Pylades）およびエキナデス（Echiades）と伝えており、ストラボンはキュプセロスとゴルゴスの派遣したコリントス人がレウカス島の入植に続いて、アンブラキアとアナクトリオンを創建したと述べている。アナクトリオンは、しばらくの間、アカルナニア地方で最も重要な都市の1つであった。都市の支配領域はアナクトリア（Ἀνακτορία）と呼ばれ、その面積は25から100平方キロメートルの間と推定されている。この範囲内には、とりわけアクティオンのある岬のエリアが含まれる。また都市の市民はアナクトリオス（Ἀνακτόριος）の名で知られている。
アナクトリオンは前5世紀から独自の銀貨を鋳造し始めた。ペルシア戦争ではアナクトリオンはギリシア側に味方し、前479年にレウカスとともに800人の重装歩兵を率いてプラタイアの戦いに参加した。コリントスとケルキュラの間で戦争が始まると、コリントス人はペロポネソス戦争中に社会秩序の動揺を巧みに利用し、アナクトリオンを独占した。ペロポネソス戦争では、コリントスと同じくスパルタ側に立った。アカルナニア人がアテナイの助けを借りて都市を支配した前425年まで、都市はコリントス人の入植者の支配下にあり、その後コリントス人は追放された。これらの出来事の結果として、アナクトリオンはおそらくアカルナニア同盟の一員となった。
前356年から346年の第三次神聖戦争ではテーバイの側に立った。その後、ヘレニズム時代とローマ時代の初めまでその重要性を維持した。アウグストゥスは前31年のアクティウムの海戦の勝利を記念して、新たに建設した北岸のニコポリスに人々を移し、その後はニコポリスの港として機能した。
都市の遺跡は19世紀の初めにイギリスのウィリアム・マーティン・リークによって初めて踏査された。アナクトリオンの遺跡からは、市壁に囲まれた都市の遺構が発見された。最も有名な聖域は、アクティウム岬にあるアポロン・アクティオス神殿である。かつて独立した自治体であったアナクトリオは、現在のアクティオ＝ヴォニツァの一部であり、古代の都市にちなんで名付けられた。

## ギャラリー

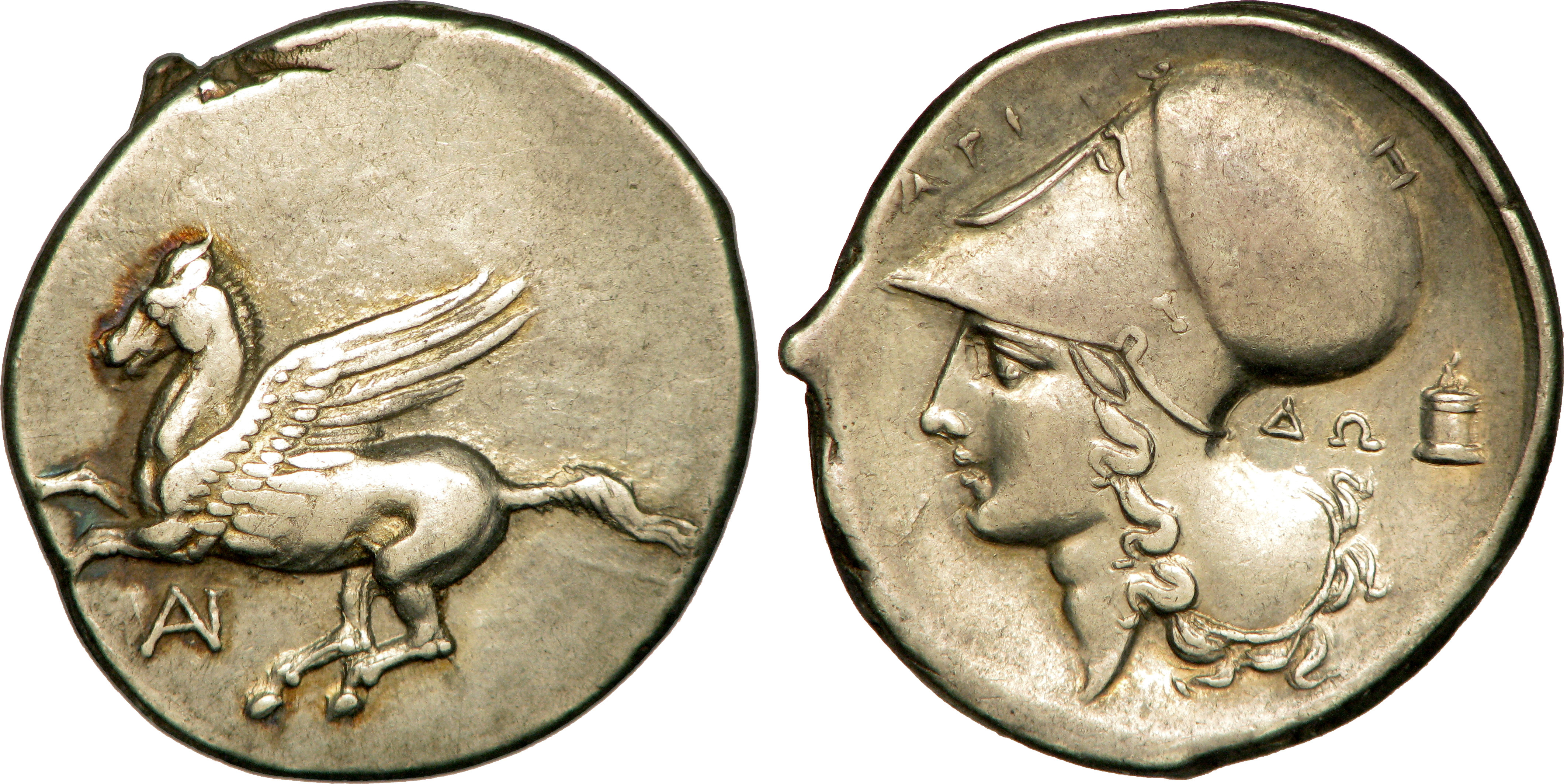
アナクトリオンの貨幣。コリントスの神話に登場するペーガソスと、コリント式兜をかぶった女神アテーナーが描かれている。
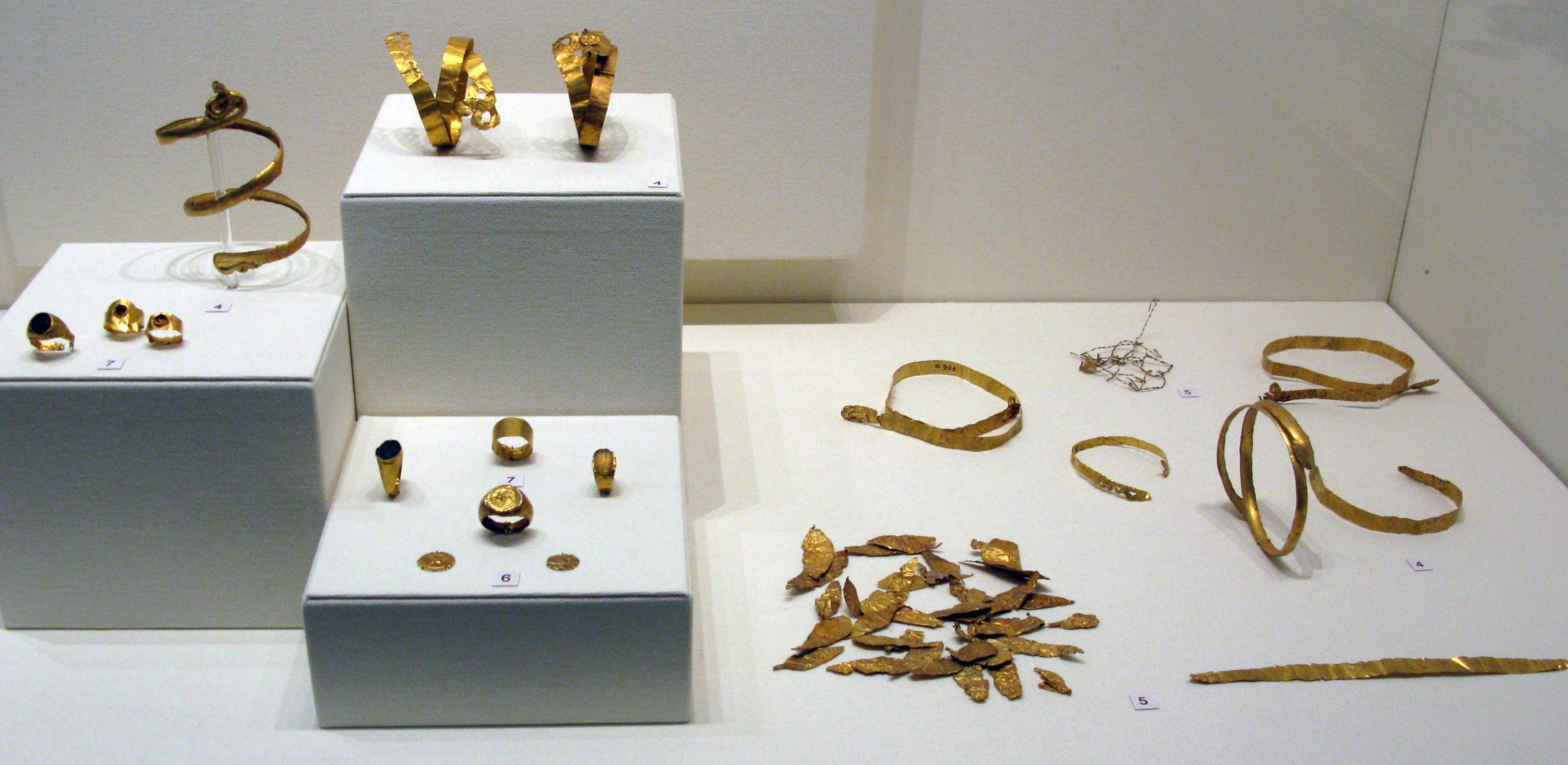
アナクトリオン周辺の墓から発見された黄金と宝石で制作された副葬品。アテネ国立考古学博物館所蔵。